# Новоникольское (Грачёвский район)
Новонико́льское — село в Грачёвском районе Оренбургской области, входит в состав Новоникольского сельсовета.

## История
Село было основано в Кузьминовской волости Бузулукского уезда на берегах реки Чесноковка в 1876 году государственными крестьянами Курской губернии. Так как основатели были выходцами из села Никольское, поселение получило название «деревня Ново-Никольская».
К 1900 году в Новоникольском насчитывалось 62 двора и 428 жителей. В начале XX века открылась земская школа..
В настоящее время в селе 4 улицы: Заречная, Молодёжная, Советская, Строительная.